# Bianca Freire
Bianca Freire (Campinas, Brasil, 29 de diciembre de 1986, és una ex actriz pornográfica brasileña transexual. Comenzó su carrera en la industria del porno en 2006, trabajando en páginas como Shemale club y Tgiradventures, entre otras. El año 2008, ganó el concurso internacional Tranny Awars, categoría Mejor modelo sudamericana. Durante sus años en la industria pornográfica, participó en más de 50 películas pornográficas

## Premios y nominaciones de la industria erótica
| Año  | Premio        | Categoría                 | Resultado |
| ---- | ------------- | ------------------------- | --------- |
| 2008 | Tranny Awards | Mejor modelo sudamericana | Ganadora  |